# Romeo + Juliet
Romeo + Juliet és una pel·lícula estatunidenca del 1996, basada en l'obra de teatre Romeu i Julieta de William Shakespeare i realitzada per l'australià Baz Luhrmann, que va fer també Moulin Rouge! amb Nicole Kidman. El realitzador transporta Verona a un barri calent dels Estats Units, en una decoració del Segle XX, tot conservant el text original (fins i tot si el text és en gran part abreujat). Verona esdevé Verona Beach i els Montagut i els Capulet són dues famílies de la màfia que lluiten pel control de la ciutat. El Príncep és el capità de la policia i el cor del teatre és reemplaçat per un locutor a la televisió.

## Argument
Tot i que conserva el diàleg original de Shakespeare, la pel·lícula representa els Montagues i els Capulets com a imperis de la màfia en guerra, i els Capulets com una família llatina interpretada per actors llatinoamericans i italians. Està ambientat als Estats Units contemporanis, on les espases són substituïdes per pistoles (amb noms de models com "Dagger", "Sword" i "Rapier"), i amb un servei de lliurament nocturn a l'estil de FedEx anomenat "Post Haste".
La història es porta a terme a Verona Beach, on es desenvolupen els conflictes entre les bandes Montagut i Capulet que ensagnen regularment els carrers. Entrenat pel seu amic Mercutio i els seus cosins, el jove i malenconiós Romeu, fill del padrí Montagut, va a la recepció donada pels Capulet i cau immediatament sota l'encant de la seva filla única, la dolça Julieta. En el centre de les rivalitats dels seus pares, Romeu i Julieta es juren amor etern.

## Repartiment
- Claire Danes: Julieta Capulet
- Leonardo DiCaprio: Romeu Montagut
- Brian Dennehy: Ted Montesco
- John Leguizamo: Tibald
- Pete Postlethwaite: el Pare Llorenç
- Paul Sorvino: Fulgenci Capulet
- Christina Pickles: Carolina Montagut
- Vondie Curtis-Hall: el capità Princep
- M. Emmet Walsh: el farmacèutic
- Miriam Margolyes: la dida
- Diane Venora: Gloria Capulet
- Harold Perrineau: Mercutio
- Jamie Kennedy: Sampson
- Zak Orth: Gregorio
- Paul Rudd: Paris
- Vincent Laresca: Abra
- Dash Mihok: Benvolio

## Banda Sonora Original
- #1 Crush - Garbage
- Local God - Everclear
- Angel - Gavin Friday
- Pretty Piece of Flesh - One Inch Punch
- I'm Kissing You - Des'ree
- Whatever (I Had a Dream) - Butthole Surfers
- Lovefool - The Cardigans
- Young Hearts Run Free - Kym Mazelle
- Everybody's Free (To Feel Good) - Quindon Tarver
- To You I Bestow - Mundy
- Talk Show Host - Radiohead
- Little Star - Stina Nordenstam
- You and Me Song - Wannadies
- When Doves Cry - Prince
- Slow Movement - Craig Armstrong
- KTTV News Theme - Gary S. Scott
- Symphony No. 25 - Wolfgang Amadeus Mozart
- Liebestod - Leontyne Price
- Exit Music (For A Film) - Radiohead

## Recepció
La critica ha aportat qualificacions desiguals a aquesta producció. James Berardinelli va donar a la pel·lícula tres de cada quatre estrelles tot i escrivint: "En última instància, per moltes novetats innovadores i poc convencionals que s'apliqui, l'èxit de qualsevol adaptació d'una obra de Shakespeare està determinat per dos factors: la competència del director i la capacitat. dels principals membres del repartiment. Luhrmann, Danes i DiCaprio posen aquest Romeu i Julieta en bones mans."
Per contra, Roger Ebert va donar a la pel·lícula una crítica mixta de només dues estrelles de quatre, dient: "He vist el rei Lear com un drama de samurais i Macbeth com una història de la màfia, i dos Romeu i Julietes diferents sobre les dificultats ètniques a Manhattan (West Side Story i China Girl), però mai no he vist res que s'acosti de lluny al desastre que la nova versió punk de Romeu i Julieta fa de la tragèdia de Shakespeare."

## Reconeixements
Romeo + Julieta van competir per l'Ós d'Or al 47è Festival Internacional de Cinema de Berlín, guanyant el Premi Alfred Bauer per Luhrmann i l'Os de Plata a la millor interpretació masculina per DiCaprio. També rebre set nominacions als 51è British Academy Film Awards (Premis BAFTA 1997) i va guanyar en quatre categories, incloent Millor direcció i Millor guió adaptat. La pel·lícula va rebre una única nominació a la millor direcció artística als 69è Premis de l'Acadèmia.